# QV55
La tomba di Amonherkhepshef, identificata con la sigla QV55, si trova nel Valle delle Regine, nella necropoli di Tebe, ed è stata costruita durante la XX dinastia per Amonherkhepshef, figlio di Ramses III, che aveva i titoli di figlio del re, principe ereditario, scriba reale, morto all'età di 15 anni.
La tomba fu scoperta in eccellenti condizioni e studiata nel 1904 dalla Missione Archeologica Italiana guidata da Ernesto Schiaparelli, direttore del Museo Egizio di Torino. Rimane una delle poche nella Valle delle Regine a essere aperta ai visitatori.

## Descrizione

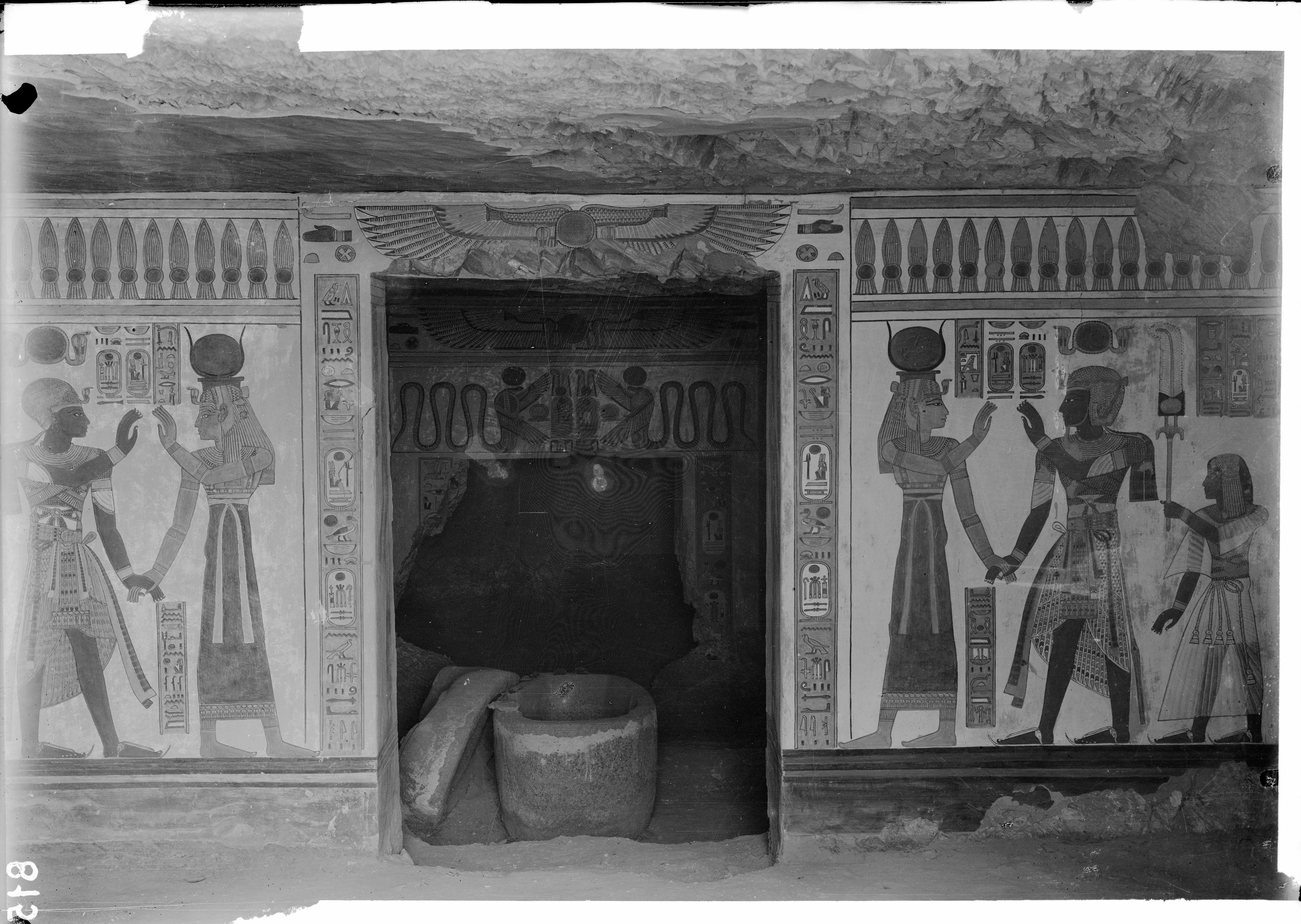
Interno della tomba QV 55, del principe Amonherkepeshef, al momento della scoperta. In primo piano, il sarcofago in granito del principe, nella camera funeraria. Ai lati, le rappresentazioni parietali della parete sud: Ramesse III con la dea Iside (a sinistra) e con la dea Hathor (a destra), con la presenza in entrambi i casi del principe Amonherkepeshef. Scavi Schiaparelli, 1904.

La tomba si distingue per le sue tonalità basate sull'oltremare, che addolciscono il complesso delle ricche decorazioni basate sul Libro delle Porte e, nella camera sepolcrale, sul Libro dei morti.
Dopo l'ingresso si trova un corridoio che conduce ad un'anticamera, con una porta sulla parete destra che conduce alla camera sepolcrale. Come nella tomba QV44, sulle pareti vi sono molti dipinti dettagliati, in cui il defunto, rappresentato come un bambino, viene accompagnato da Ramses per essere presentato alle divinità.
Nell'anticamera il giovane principe compare al seguito del padre di fronte a diverse divinità, e immagini delle dee Uadjet e Nekhbet (le due dee tutelari dell'Alto e Basso Egitto). 
Nella camera di sepoltura sono stati riprodotti alcuni capitoli del Libro dei Morti.
Nella tomba è stato ritrovato un sarcofago incompiuto di granito e una cassetta rosa in legno contenente un feto avvolto in bende di lino, probabilmente un altro figlio di Ramses III o del giovanissimo principe. Si è ipotizzato che potrebbe trattarsi di un gemello di Amon-her-khepshef nato senza vita.
Il feto oggi si trova una vetrina all'interno della camera. 

Scavi Schiaparelli, 1904
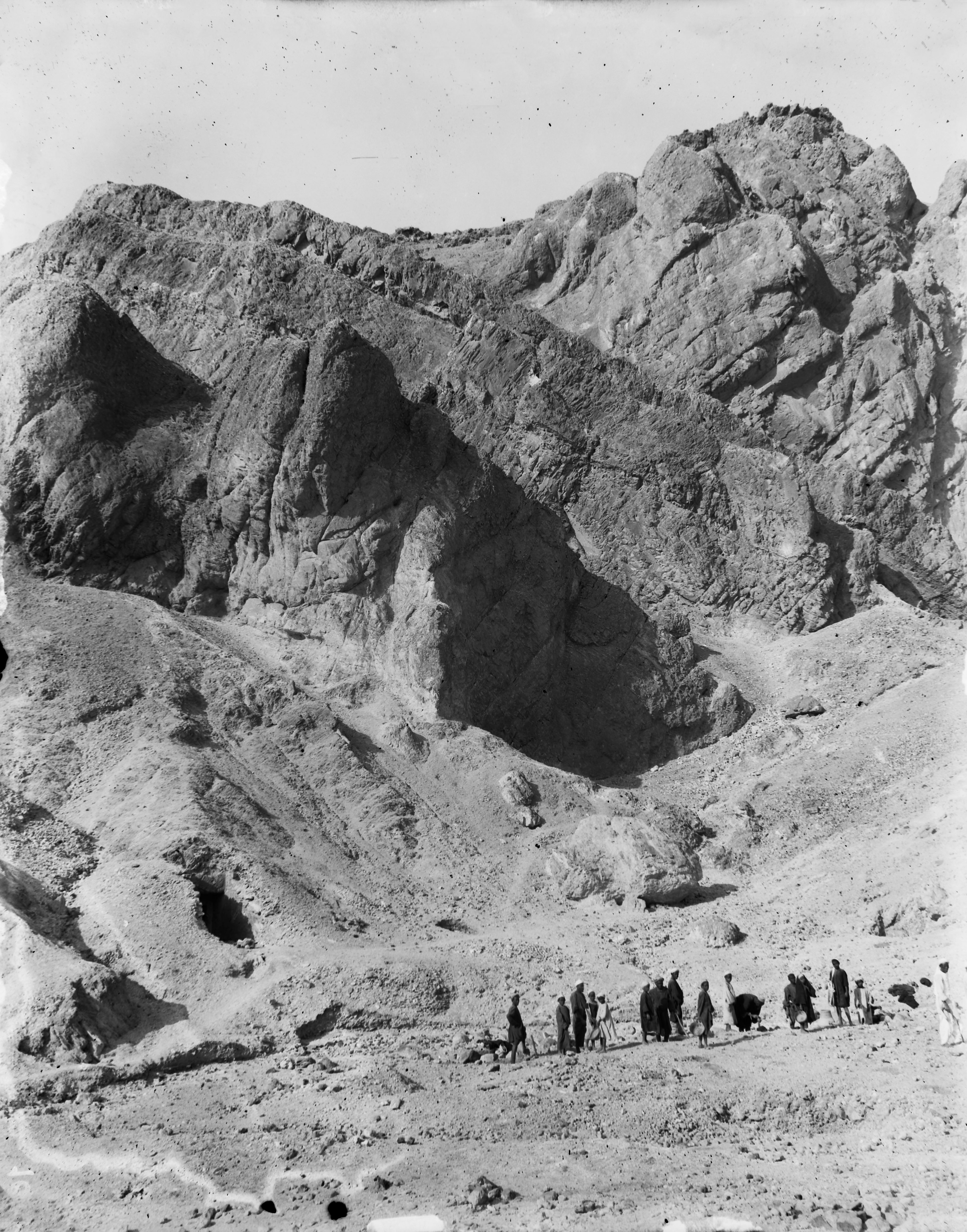
Momento di scavo in fondo alla Valle delle Regine, davanti alla tomba QV 55, appena scoperta, del principe Amonherkepeshef, che non ha ancora ricevuto la copertura moderna in mattoni.
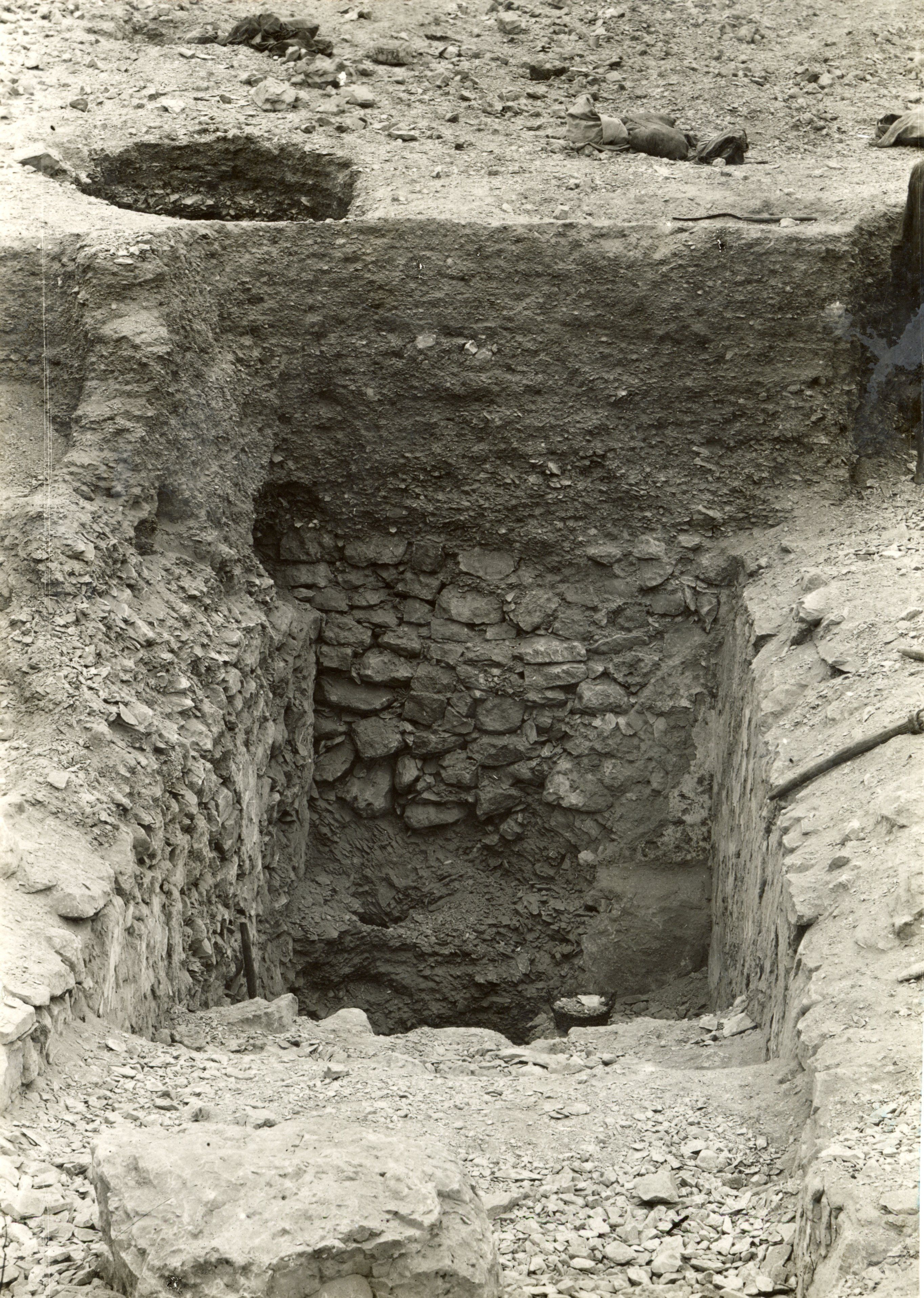
Inizio dello scavo dell’accesso, chiuso con pietre, alla tomba QV 55.
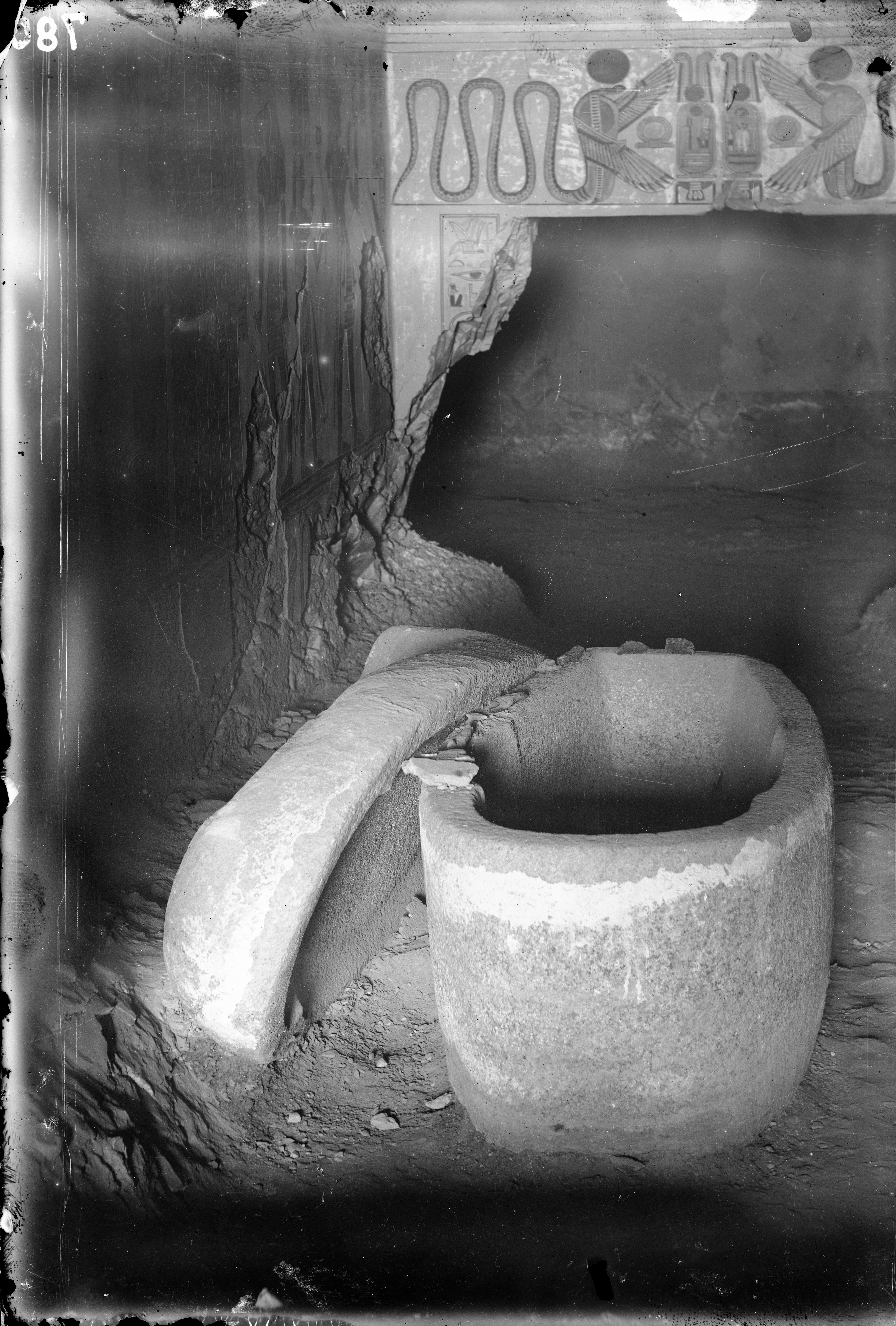
Interno della tomba al momento della scoperta. In primo piano, il sarcofago in granito del principe, nella camera funeraria.
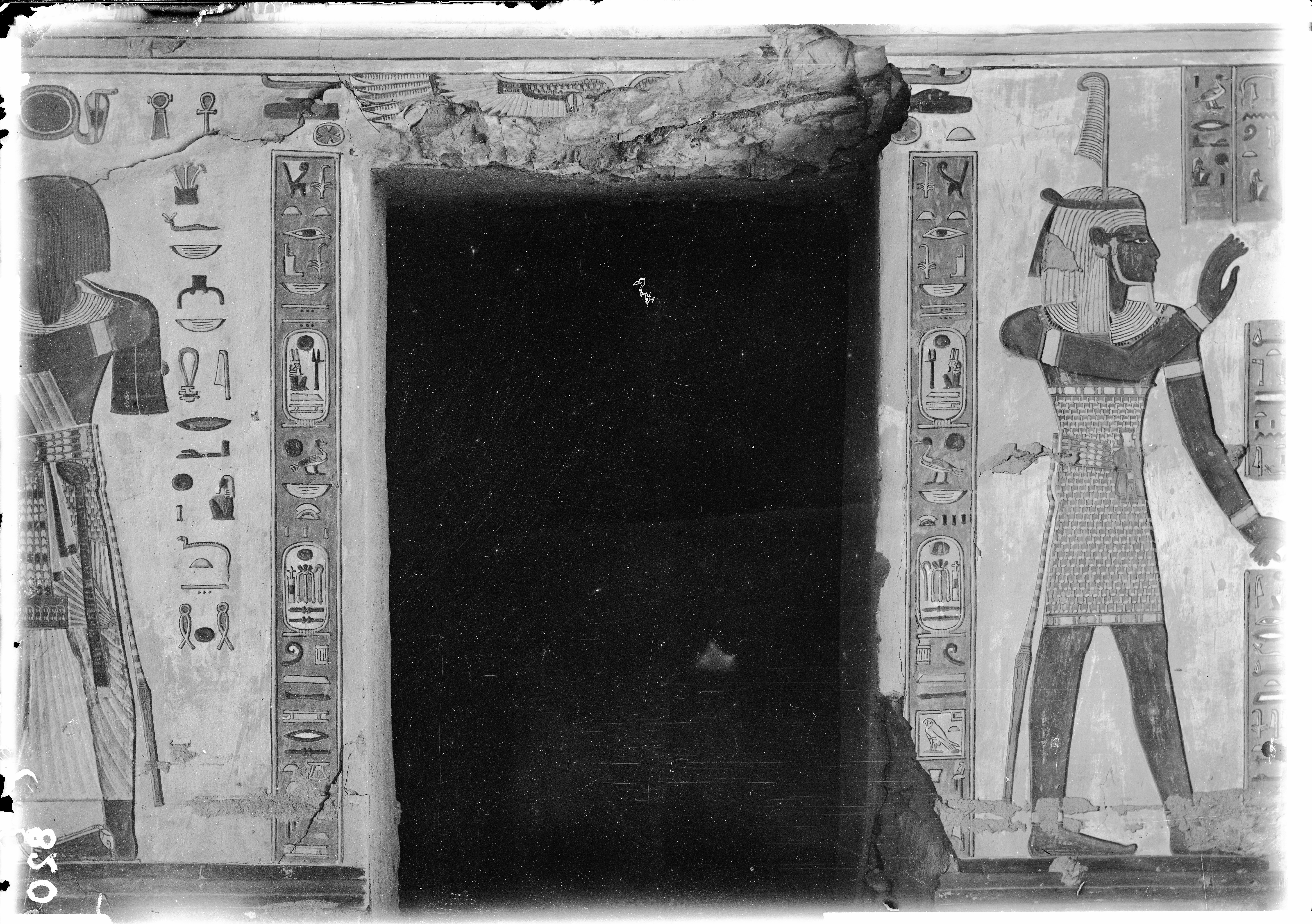
Parete ovest (destra) dell’anticamera della tomba QV 55, accesso all’annesso laterale. A destra, è visibile il dio Shu, mentre a sinistra dell’accesso è riconoscibile il faraone Ramesse III, che dà la mano al genio funerario Qebehsenuf, non visibile in questa fotografia.
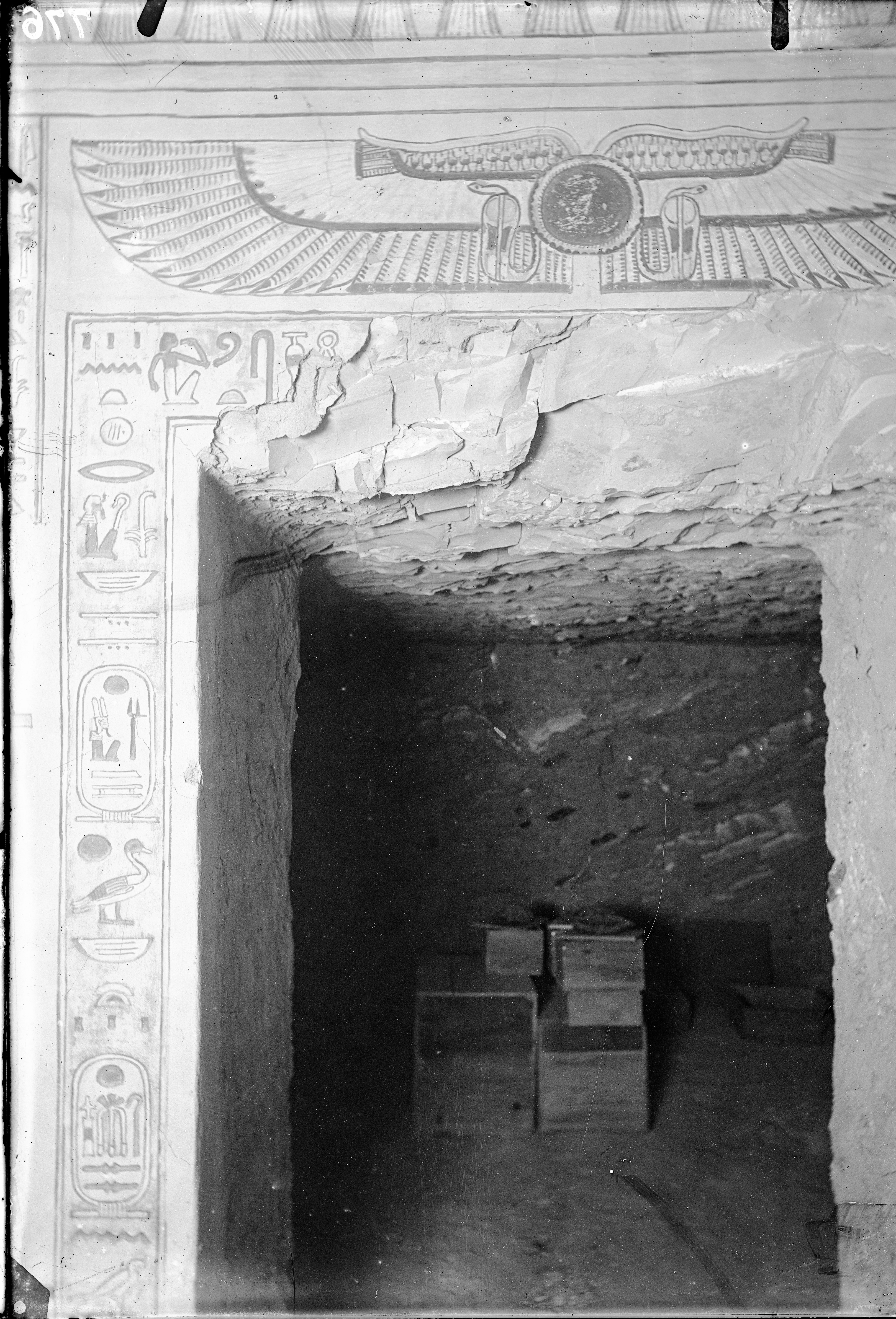
Accesso all’annesso posteriore dalla camera funeraria (sono visibili alcune casse della missione archeologica italiana). Oggigiorno l’ambiente ospita il sarcofago in granito del principe.